# François Moutin
Pour les articles homonymes, voir Moutin.
 (décembre 2023).
François Moutin (né à Paris le 24 décembre 1961) résidant à New York est un contrebassiste de jazz. Très jeune, il s'intéresse à la musique. C'est un  autodidacte : il commence à jouer d'oreille de la guitare à 5 ans; vers 8 ans, il cherche tout seul à jouer du piano. À cet âge, c'est déjà le Jazz Nouvelle-Orléans qui l'intéresse, puis le jazz moderne vers 12 ans. Il commence à jouer de la contrebasse vers 17 ans. En même temps il obtient un diplôme d'ingénieur à Télécom Paris en 1985, et obtient un doctorat en physique à l'âge de 24 ans. Il décide néanmoins  de vivre sa passion et de devenir musicien de jazz professionnel.
Il a joué avec Martial Solal, Michel Portal, Ari Hoenig, Roy Haynes, Jean-Michel Pilc, Rick Margitza, David Liebman, Manuel Rocheman... et son frère jumeau Louis Moutin.
Il est lauréat du prix Django-Reinhardt en 2005 avec son frère Louis.
Il est le fils de Jacqueline Melzassard et de Jacques Moutin et le frère de Louis Moutin.

## Discographie

### En tant que coleader
- 2019 : Mythical River, Moutin Factory Quintet (Laboriz Jazz)
- 2018 : Interplay - François Moutin & Kavita Shah (en) Duo - Dot Time Records
- 2016 : Deep, Moutin Factory Quintet - Jazz Family
- 2010 : Soul Dancers - Francois & Louis Moutin – Plus Loin
- 2007 : Sharp Turns –  Moutin Reunion Quartet – Nocturne
- 2005 : Something Like Now – Moutin Reunion Quartet – Nocturne
- 2003 : Red Moon - Moutin Reunion Quartet - Nocturne
- 2002 : Power Tree – Moutin Reunion Quartet – Dreyfus Records
- 1993 : Init - André Ceccarelli, Nguyên Lê, Francois Moutin - Polygram Music
- 1991 : Parcours – François et Louis Moutin Quintet –

### En sideman
- 2024: Letter to a Friend, avec Raphaêl Pannier
- 2020: Faune, avec Raphaël Pannier
- 2008 : Longitude, avec Martial Solal
- 2007 : Live at the Knickerbocker – Lew Soloff -
- 2007 : Songlines – Manu Codjia – BeeJazz
- 2006 : Codebook – Rudresh Mahanthappa – Pi Records
- 2006 : Road movie – Antoine Hervé – Nocturne
- 2006 : Birdwatcher – Michel Portal – Universal
- 2005 : World Passion – Tigran Hamasyan
- 2005 : Body and Soul – Frank Wess – M&I Records
- 2004 : Air – Lew Soloff – Keystone Corner
- 2004 : Mother Tongue – Rudresh Mahanthappa – Pi Records
- 2003 : Cardinal Points – Jean-Michel Pilc – Dreyfus Jazz
- 2003 : NY-1: Live at The Village Vanguard – Martial Solal – Blue Note Records
- 2002 : Welcome Home - Jean-Michel Pilc - Dreyfus Jazz
- 2002 : Black Water – Rudresh Mahanthappa – Red Giants Records
- 2002 : Summertime - Antoine Hervé – Nocturne
- 2001 : Invention Is You - Antoine Hervé - Enja
- 2001 : European Legacy - Franco Ambrosetti - Enja ENJ-9429
- 1999 : Live at Sweet Basil Vol 2 - Jean-Michel Pilc - Challenge Record
- 1999 : Live at Sweet Basil Vol 1 - Jean-Michel Pilc - Challenge Record
- 1999 : Dark Grooves - James Hurt - Blue Note Records
- 1996 : Exploration - Richie Beirach, Steve Davis, François Moutin - Double Time
- 1994 : Fluide - Antoine Hervé - Label Bleu
- 1993 : Anyway - Michel Portal - Label Bleu
- 1992 : Séquence Thmirique - Trio Machado - Label Bleu
- 1991 : White Key - Manuel Rocheman - Nocturne Production